# 암본소나무
암본소나무(Ambon---, 학명: Agathis dammara 아가티스 담마라[*])는 아라우카리아과의 나무이다.

## 이름
"소나무"라 불리지만 소나무과가 아니라 아라우카리아과에 속한다. 이름은 인도네시아 암본섬의 이름에서 따왔다.
종소명 "담마라(dammara)"는 말레이인도네시아어로 "나뭇진"을 뜻하는 "다마르(damar)"를 어원으로 둔다. "다마르(damar)"는 인도네시아 현지에서 암본소나무를 부르는 이름이기도 하다.

## 분포
인도네시아의 말루쿠 제도와 술라웨시섬 및 필리핀에 분포한다. 열대 우림에서 자란다.
산림 파괴 및 벌목, 나뭇진 채취 등으로 개체수가 지속적으로 줄어들어 취약(VU) 등급 멸종 위기종으로 분류되었으며, 1950년에서 2025년 사이에 30%가 줄어들 것으로 추정된다.

## 생태와 특징
키가 60m까지 자라는 교목이며, 가슴높이지름은 45cm~1.8m 정도이다. 나무껍질은 두껍고 적회색, 회색, 적갈색 등을 띤다. 수관은 원뿔 모양이고, 나뭇가지가 아래로 쳐진다.
잎은 짙은 녹색이며, 피침형 또는 타원형으로 길쭉하다. 길이 5~13cm, 너비1.2~7cm 정도이며, 잎꼭지는 3~8mm이다.
열매는 구과이다. 꽃가루열매(숫열매)는 길이 5~8cm, 너비 12~25mm 정도, 씨열매(암열매)는 둥근 모양으로 길이 5.5~12cm, 너비 5~8cm 정도이다. 씨는 길이 1.2~1.5cm, 너비 7mm 정도로 길쭉하고 날개가 두 개 달렸는데, 하나는 길이가 1.3cm 정도 되며 다른 날개는 훨씬 짧다.

## 재배와 이용
인도네시아의 자와섬 및 중국의 광둥성과 푸젠성에서 재배된다.
목재가 토목건축에 널리 이용되며, 나뭇진도 채취되어 산업용·의료용으로 이용된다.

## 근연종
과거에는 보르네오소나무(A. borneensis)가 암본소나무와 같은 종으로 여겨져 이명 처리되었으나, 현재는 별개의 종으로 취급된다.

## 사진

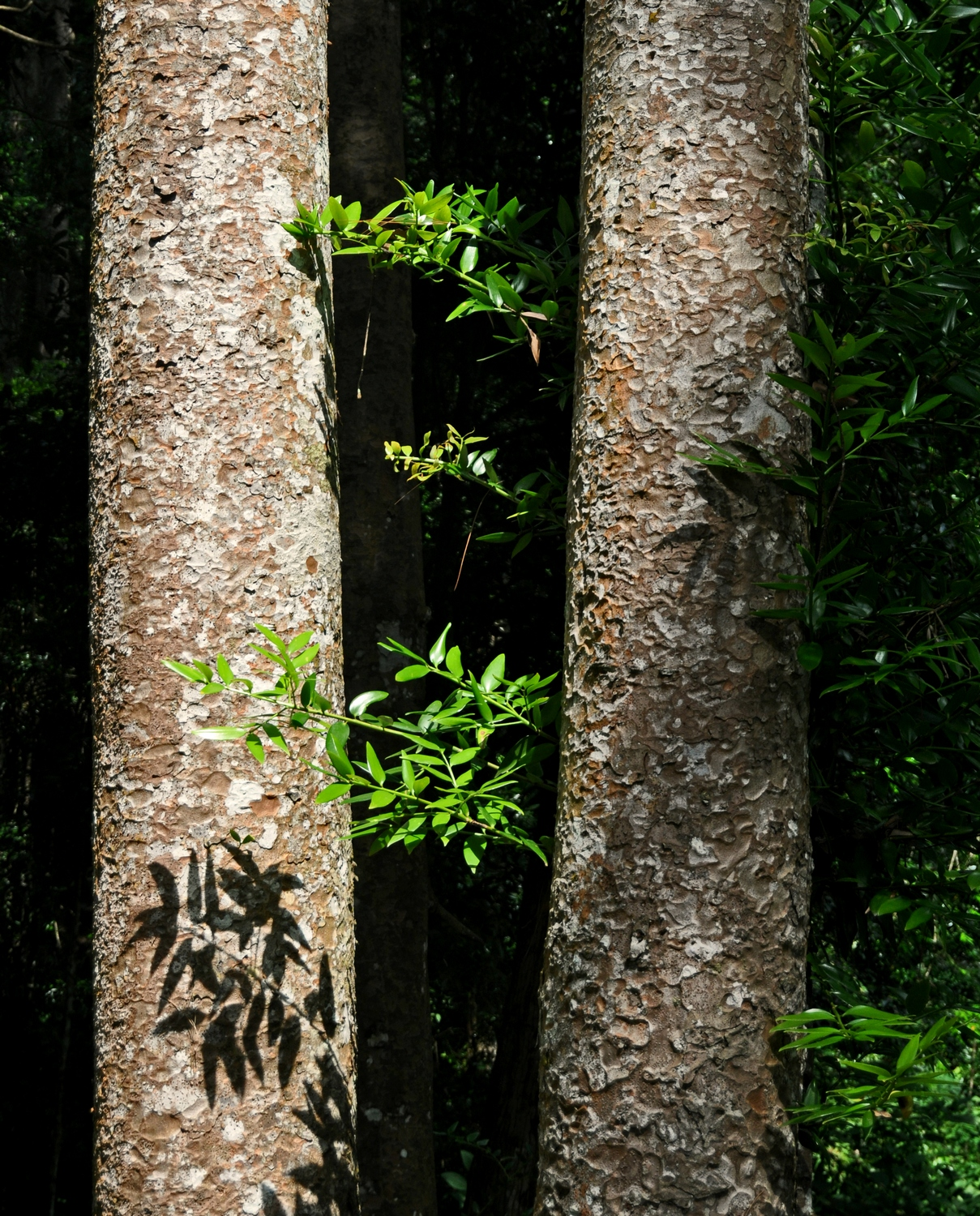
나무줄기와 잎
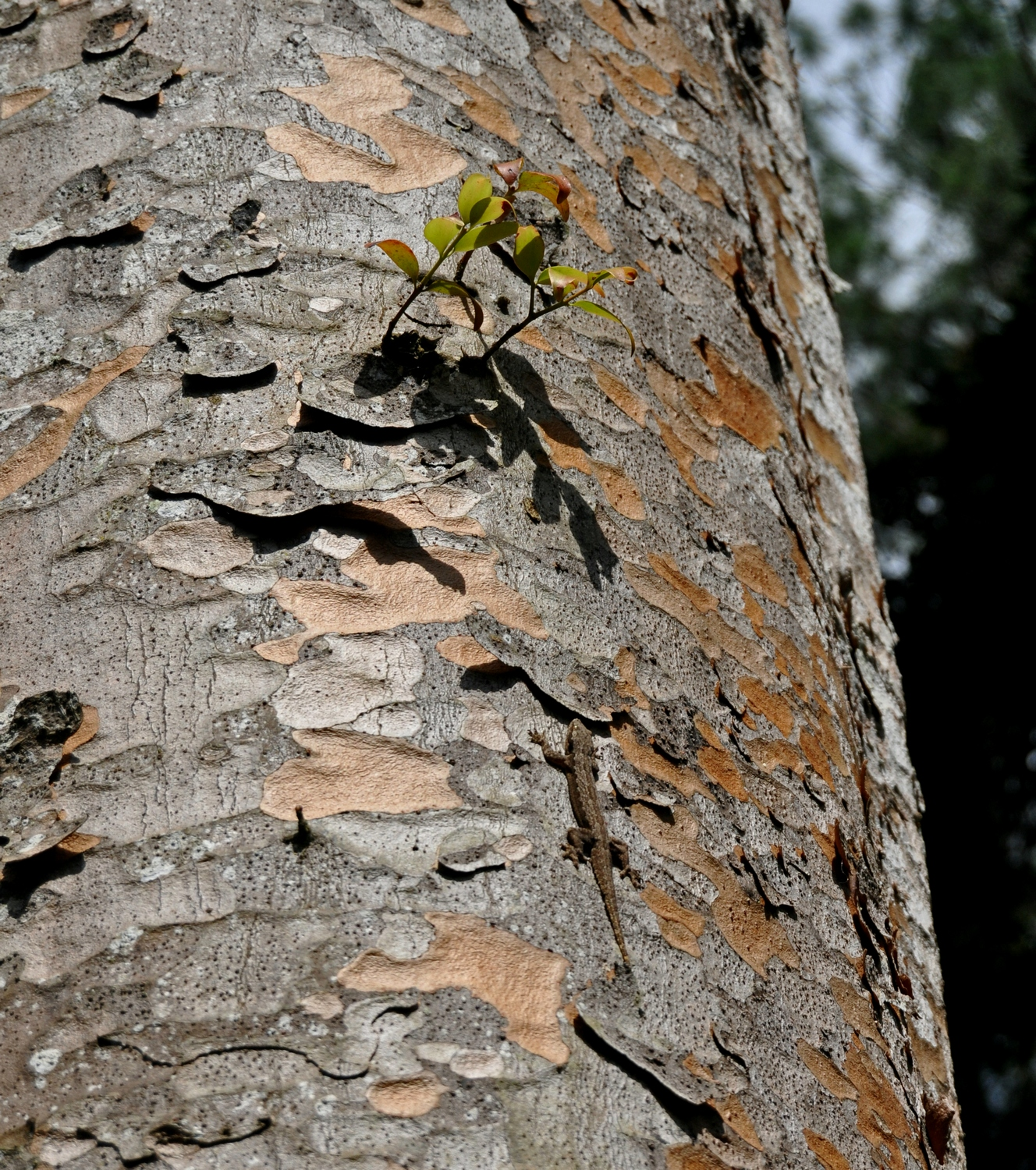
나무껍질
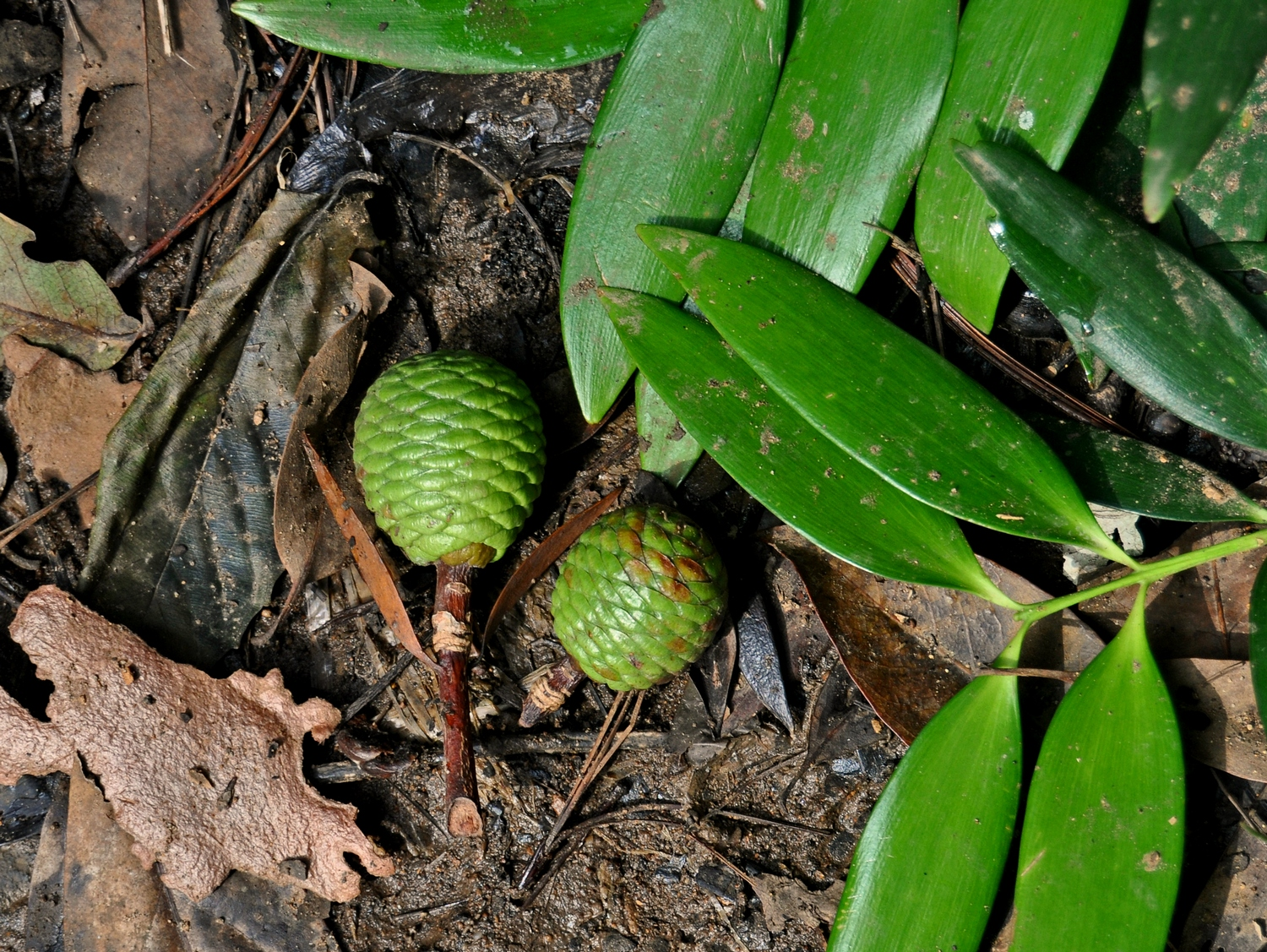
잎과 열매
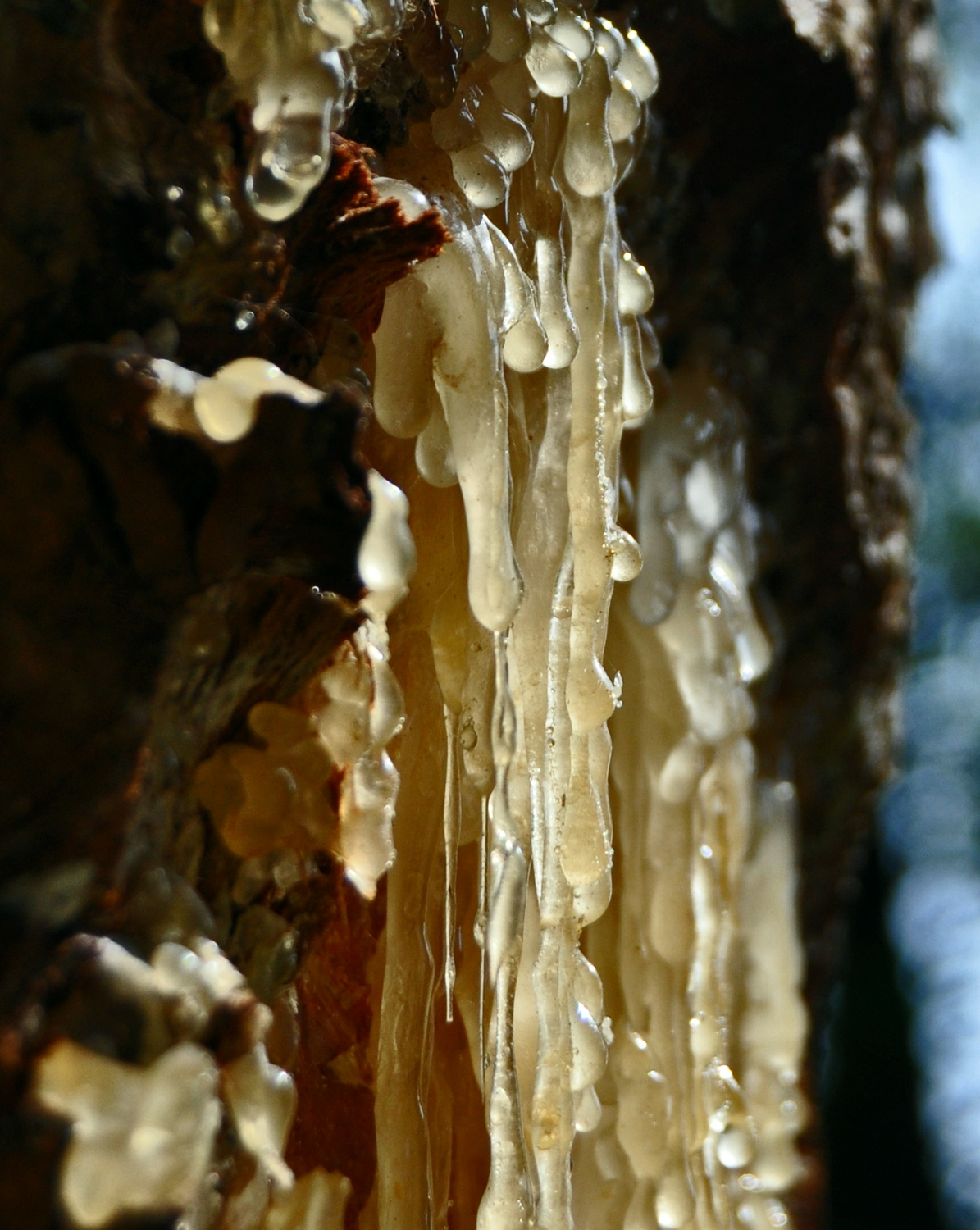
나뭇진